# Joseph Antoine Colomb
Joseph-Antoine Colomb, né le 26 septembre 1735 à Seyne (Alpes-de-Haute-Provence), mort le 25 janvier 1811 à Remollon (Hautes-Alpes), est un général de brigade de la révolution française.

## États de service
Il entre en service le 10 juin 1752 comme volontaire au régiment de Piémont, il est nommé sous-lieutenant le 1er septembre 1755, et lieutenant le 16 mars 1757. Il participe à la campagne d’Allemagne de 1757 à 1762, et il est blessé à la bataille de Bergen le 13 avril 1759. Il est promu capitaine le 22 mai 1759, cassé de son grade le 27 janvier 1760, il est rétabli le 23 août suivant et réformé le 7 avril 1763.
Le 1er octobre 1763, il passe dans le régiment des recrues de Lyon, il est de nouveau réformé avec son régiment le 31 mai 1768. Il est remis en activité le 24 mars 1769, et il est nommé capitaine titulaire de grenadiers le 18 décembre 1776. Il est fait chevalier de Saint-Louis le 22 janvier 1779.
Le 25 juillet 1791, il est nommé lieutenant-colonel au 47e régiment d’infanterie de ligne et, il reçoit son brevet de colonel le 16 avril 1792, au même régiment. Le 30 novembre 1792, il se distingue à la prise du fort Villatte en avant de Namur. Il est promu général de brigade provisoire par le général Dampierre, le 6 avril 1793, et il est confirmé le 15 mai suivant. Il est suspendu de ses fonctions à Maubeuge le 2 octobre 1793, et autorisé à prendre sa retraite le 17 pluviôse an II (5 février 1794). 
Il est remis en activité le 29 frimaire an IV (20 décembre 1795), comme commandant des départements du Cantal et des Basses-Alpes. Il est réformé le 1er prairial an IX (21 mai 1801).

## Sources
- Thierry Pouliquen, « Les généraux français et étrangers ayant servis [sic] dans la Grande Armée » (consulté le 23 juillet 2013)
- (en) « Generals Who Served in the French Army during the Period 1789 - 1814: Eberle to Exelmans »
- Étienne Charavay, Correspondance générale de Carnot, tome 3, imprimerie Nationale, 1897, p. 351.